# Dalbergia millettii
Dalbergia millettii är en ärtväxtart som beskrevs av George Bentham. Dalbergia millettii ingår i släktet Dalbergia, och familjen ärtväxter.

## Underarter
Arten delas in i följande underarter:
- D. m. mimosoides
- D. m. oldhamii